# 小豆洗

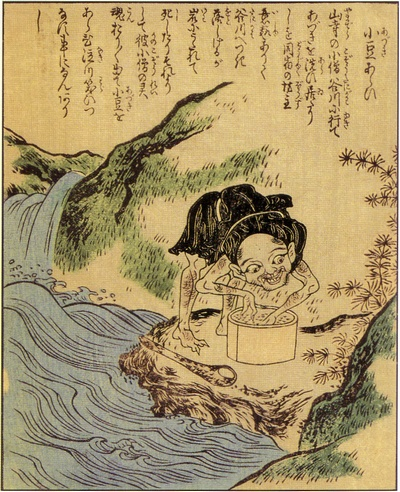
竹原春泉画『絵本百物語』的「小豆洗」

小豆洗是日本山梨县傳說的妖怪。又称为「小豆淘」、「洗豆妖」，是一种在河川边出现、会发出“窸窸窣窣”像淘洗小豆一样声音的妖怪，声音可以传得很远，即使走出了十町地（约合1公里）还能听到。它一般会出现在山谷的溪边或桥下等地。若有人觉得好玩走近前去，肯定会掉到水中。